# Trieux (fiume)

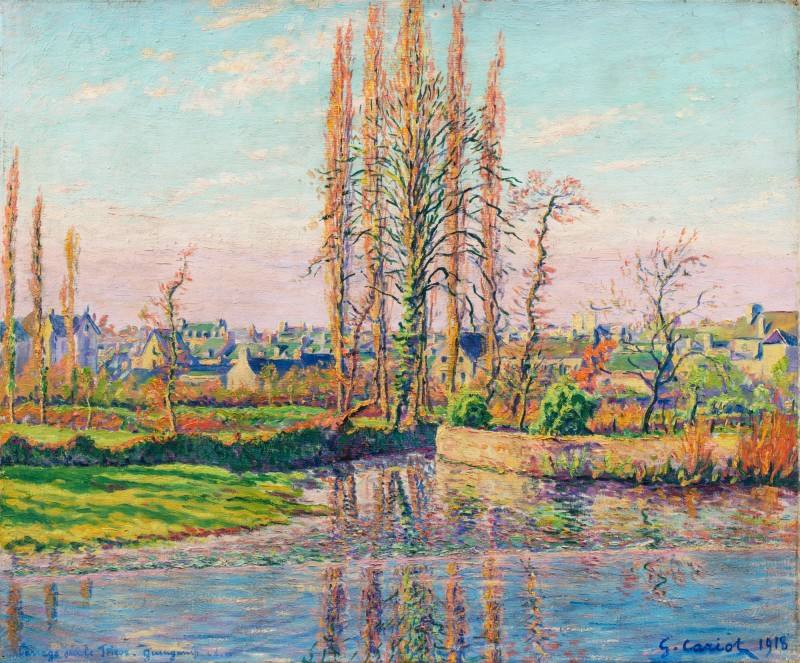
Gustave Cariot Barrage sur le Trieux, Guingamp

Il Trieux è un fiume francese che nasce in Bretagna, dipartimento di Côtes-d'Armor, e si getta nel canale della Manica.

## Geografia

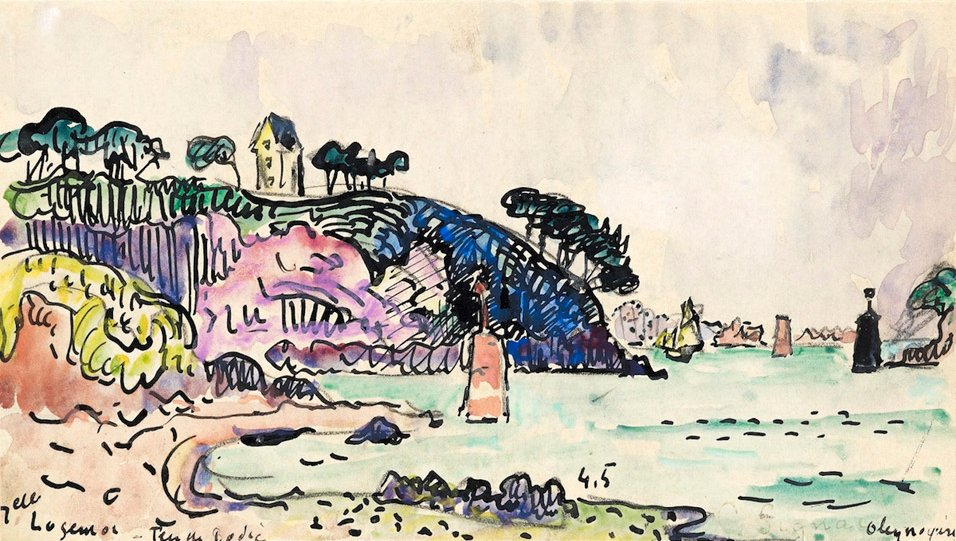
Paul Signac, L'estuario del Trieux, Bretagna

Nasce nel territorio comunale di Kerpert. Il suo corso è lungo poco più di 72 chilometri, attraversando le città di Guingamp e Pontrieux e sfociando poi nell'arcipelago di Bréhat, con Lézardrieux, alla sua riva sinistra, e Loguivy-de-la-Mer (Ploubazlanec) su quella destra.
Il suo principale affluente è il Leff, a Quemper-Guézennec.
Le Trieux è navigabile da Pontrieux, dalla sua chiusa fino al mare, per un totale di 17 chilometri.

### Comuni e cantoni attraversati
Il Trieux compie il suo corso nel solo dipartimento di Côtes-d'Armor, attraversando o costeggiando ventitré comuni e nove cantoni:
- Comuni da monte verso valle: Kerpert (sorgente), Saint-Connan, Plésidy, Senven-Léhart, Saint-Fiacre, Saint-Péver, Saint-Adrien, Ploumagoar, Coadout, Grâces, Guingamp, Plouisy, Pabu, Trégonneau, Pommerit-le-Vicomte, Squiffiec, Saint-Clet, Plouec-du-Trieux, Pontrieux, Ploëzal, Quemper-Guézennec, Pleudaniel, Plourivo, Paimpol, Lézardrieux, Ploubazlanec (estuario);
- Cantoni da monte verso valle: nasce nel cantone di Saint-Nicolas-du-Pélem, poi attraversa i cantoni di Bourbriac, Plouagat, Guingamp, Bégard, Lanvollon, Pontrieux, e raggiunge la Manica tra i cantoni di Lézardieux e Paimpol.

## Affluenti
Le Trieux ha diciotto affluenti ufficiali tra cui (tra parentesi il lato orografico del fiume in cui avviene la confluenza):
- il Sullé, 16 km (sinistra)
- il torrente d'Avaugour, 10 km (destra)
- il torrente di Pont-Lojou, 4,9 km (sinistra)
- il torrente di Ront ar Hor (o torrente del Bois de la Roche), 14,8 km con 4 affluenti (sinistra)
- il torrente del Touldu, 9,1 km (sinistra)
- il torrente di Prat-an-lan, 6,2 km (sinistra)
- il torrente di Kerprigent, 2,8 km (sinistra)
- il Frout, 11,5 km (destra)
- il torrente di Trégonneau, 5,1 km (sinistra)
- il torrente dell'étang de Launay, 3,9 km (sinistra)
- il torrente della Fontaine Kargaver (destra)
- il torrente del moulin de Kerdic (destra)
- il fiume Leff, 62,4 km (destra) di numero di Strahler quattro.

## Idrologia
La portata, nei periodi di magra, può scendere fino a 0,4 m3/sec; per quanto riguarda le piene, il 13 dicembre 2000, la portata del fiume ha raggiunto il suo massimo storico di 86,5 m3/sec.
Nel bacino idrografico del Trieux le precipitazioni annue medie hanno un valore intorno ai 408 mm.